# فهرست رجال حدیث شیعه
رجال حدیث شیعه افرادی هستند که از امامان شیعه به طور مستقیم یا با واسطه حدیث نقل کرده‌اند و شرح حال آنها در کتاب‌های دانشمندان علم رجال مانند رجال کشی، رجال نجاشی، اعیان الشیعة، معجم رجال الحدیث خویی، «تهذیب المقال»  موحد ابطحی و الذریعة الی تصانیف الشیعة آمده‌است. مبنای دسته بندی در این فهرست زمان مرگ هر شخص است.

## راویان قرن اول
- ابو رافع
- سلیم بن قیس هلالی
- علی بن ابی رافع
- کمیل بن زیاد
- ربیعة بن سمیع

## راویان قرن دوم
- ابوحمزه ثمالی
- جعفر بن محمد بن شریح حضرمی
- عمر بن اُذینه
- ابان بن ابی عیاش
- عاصم بن حمید الحناط
- زید الزراد
- زید النرسی

### طبقه چهارم: اصحاب محمد باقر و جعفر صادق
- زرارة بن اعین شیبانی(ثقه و از اصحاب اجماع)
- محمد بن مسلم ثقفی(ثقه و از اصحاب اجماع)
- برید بن معاویه عجلی(ثقه و از اصحاب اجماع)
- لیث بن بختری(ابو بصیر)(ثقه و از اصحاب اجماع)
- فضیل بن یسار(ثقه و از اصحاب اجماع)
- معروف بن خربوذ(ثقه و از اصحاب اجماع)
- ابان بن تغلب
- زیاد بن عیسی ابن عبیده الحداء
- بکیر بن اعین
- حمران بن اعین
- محمد بن قیس بجلی
- اسماعیل بن عبدالرحمن جعفی
- ابو بصیر اسدی
- جابر بن یزید جعفی
- سلیمان بن خالد

## راویان قرن سوم
- احمد بن ابی نصر بزنطی
- فضل بن شاذان نیشابوری
- سعد بن عبدالله اشعری

## راویان قرن چهارم
- حسن بن موسی نوبختی
- محمد بن جریر طبری
- شیخ کلینی
- محمد بن جعفر نعمانی
- شیخ صدوق